# ويلارد باركر (جراح)
ويلارد باركر (بالإنجليزية: Willard Parker)‏ هو جراح أمريكي، ولد في 2 سبتمبر 1800، وتوفي في 25 أبريل 1884.